# Sukhoi Su-30MKM
Sukhoi Su-30MKM (Modernizirovannyi Kommercheskiy Malayziyskii – Phiên bản hiện đại hóa xuất khẩu cho Malaysia) là một loại máy bay tiêm kích rất giống với loại Sukhoi Su-30MKI của Ấn Độ. Su-30MKM là một bước tiến đáng kể của phiên bản xuất khẩu gốc Su-30K, nó vẫn giữ khung thân cơ sở nhưng kết hợp một số tính năng tiên tiến từ đề án Sukhoi Su-35 và Sukhoi Su-37.

## Quốc gia sử dụng
Malaysia
- Không quân Hoàng gia Malaysia có 18 chiếc Su-30MKM

## Tính năng kỹ chiến thuật (Su-30MKI)
Dữ liệu lấy từ KNAAPO, and Sukhoi
Đặc điểm tổng quát
- Tổ lái: 2
- Chiều dài: 21,935 m (72,97 ft)
- Sải cánh: 14,7 m (48,2 ft)
- Chiều cao: 6,36 m (20,85 ft)
- Diện tích cánh: 62 m² (667 ft²)
- Trọng lượng rỗng: 18.400 kg[5] (40.565 lb)
- Trọng lượng có tải: 24.900 kg (54.895 lb)
- Trọng lượng cất cánh tối đa: 38.800 kg (85.600 lb)
- Động cơ: 2 × Lyulka AL-31FP kiểu động cơ turbofan điều hướng lực đẩy đa chiều, lực đẩy khi đốt tăng lực 123 kN (27.600 lbf) mỗi chiếc

 Hiệu suất bay 
- Vận tốc cực đại: Mach 1,9 (2.120 km/h, 1.317 mph) trên độ cao lớn; 1.350 km/h, 839 mph khi bay gần mặt đất
- Tầm bay: 3.000 km (1.620 nmi) trên độ cao lớn; (1.270 km, 690 nmi khi bay gần mặt đất; không có thùng dầu phụ)
- Thời gian bay: 3,75 h (lên tới 10 h khi tiếp nhiên liệu trên không)
- Trần bay: 17.300 m (56.800 ft)
- Vận tốc leo cao: >300 m/s (>45.275 ft/phút)
- Tải trên cánh: 401 kg/m² (82,3 lb/ft²)
- Lực đẩy/trọng lượng: 1,1

Trang bị vũ khí

- Súng: 1 pháo GSh-30-1 cỡ 30 mm (150 viên đạn)
- Giá treo: 12 (2 × giá treo AAM ở đầu cánh, 6 × giá treo dưới cánh, 2 giá treo dưới động cơ, và 2 × giá treo ở khoảng giữa 2 động cơ) tải được 8 - 10,4 tấn vũ khí

Tên lửa không đối không:
- -     - 10 R-77 (AA-12) tên lửa đối không radar chủ động tầm trung
    - 6 R-27ER (AA-10C) tên lửa đối không radar dẫn đường bán chủ động, tầm xa
    - 6 R-27ET (AA-10D) tên lửa đối không tầm xa dẫn đường hồng ngoại, tăng tầm bắn
    - 2 R-27R (AA-10A) tên lửa đối không radar dẫn đường bán chủ động, tầm trung
    - 2 R-27T (AA-10B) tên lửa đối không tầm xa dẫn đường hồng ngoại, tầm trung
    - 6 R-73 (AA-11) tên lửa đối không tầm gần
    - 3 Novator KS-172 AAM-L
    - 4 MBDA MICA (không rõ biến thể) tên lửa đối không tầm ngắn tới trung[6]

Tên lửa không đối diện:
- -     - 3 Kh-59ME
    - 3 Kh-59MK
    - 4 Kh-35
    - 6 Kh-31P/A
    - 6 Kh-29T/L và kết hợp mang được:

  - Rocket: 

    - 4 thùng rocket S-8
    - 4 thùng rocket S-13

  - Bom: 

    - 8 KAB-500L
    - 3 KAB-1500L
    - 8 FAB-500T
    - 28 OFAB-250-270
    - 32 OFAB-100-120